# آنلی گیسکه
آنلی گیسکه (انگلیسی: Anneli Giske؛ زادهٔ ۲۵ ژوئیهٔ ۱۹۸۵) بازیکن فوتبال اهل نروژ است.

وی همچنین در تیم ملی فوتبال زنان نروژ بازی کرده‌است.